# Sekstylion
Sekstylion – liczba 1036, czyli jedynka i 36 zer w zapisie dziesiętnym.
W krajach stosujących tzw. krótką skalę (głównie kraje anglojęzyczne) sekstylion oznacza 1021, czyli tryliard w pozostałych krajach.
W układzie SI mnożnikowi 1036 nie odpowiada żaden przedrostek jednostki miary.